# Gardes-le-Pontaroux
Gardes-le-Pontaroux  là một xã thuộc tỉnh Charente trong vùng Nouvelle-Aquitaine tây nam nước Pháp. Xã nay có độ cao trung bình 155 mét trên mực nước biển.